# Harry Pace
Harry Pace (Covington, 6 gennaio 1884 – Chicago, 19 luglio 1943) è stato un imprenditore, editore musicale, avvocato, manager assicurativo statunitense, nonché il fondatore dell'etichetta discografica Black Swan Records, la prima di proprietà di un afroamericano, con una vasta attività di distribuzione.

## Primi anni
Harry Pace è nato a Covington, in Georgia. Secondo una biografia del 1917, “Il nonno di Pace fu portato dalla Virginia alla Georgia durante i giorni della schiavitù, ma fu liberato dal suo padrone, con il quale era imparentato”. Si sa poco dei suoi genitori. Terminò la scuola elementare all'età di dodici anni.

## Carriera
Pace si iscrisse all'Università di Atlanta e trovò lavoro come apprendista tipografo per pagarsi gli studi. Tuttavia, dopo aver appreso che i dipendenti bianchi guadagnavano più di quelli neri, lasciò il lavoro e iniziò a svolgere lavori saltuari nel campus. Fu all'Università di Atlanta che incontrò W. E. B. Du Bois, che era uno dei suoi insegnanti. Pace si laureò come primo della classe nel 1903. Aveva 19 anni.
Dopo aver conseguito la laurea, entrò nel mondo della stampa con W. E. B. Du Bois a Memphis. Due anni dopo misero insieme la rivista di breve durata The Moon Illustrated Weekly.
Nel 1912 incontrò e collaborò con W. C. Handy, che lo prese in simpatia; scrissero canzoni insieme. A Memphis Pace incontrò e sposò anche Ethylene Bibb. Lui e Handy fondarono la Pace and Handy Music Company, che portò Pace a New York. Intorno al 1920 l'azienda iniziò a lavorare con i compositori William Grant Still e Fletcher Henderson. Sebbene l'azienda avesse ottenuto buoni risultati, la loro attività consisteva in gran parte nella scrittura e nella vendita di spartiti da suonare a casa, comunemente chiamata musica da salotto. Secondo Pace la crescente popolarità del fonografo avrebbe rivoluzionato l'attività musicale, in quanto avrebbe raggiunto un pubblico più ampio. Handy non era interessato a cambiare l'attività e Pace si dimise.
Nel 1917 Pace, insieme a James Weldon Johnson, al Dr. Charles S. Johnson, al Dr. Louis T. Wright e a Walter Francis White, fondò la Filiale di Atlanta della NAACP.
Nel 1921, quando viveva ad Harlem, Pace creò la Black Swan Records. Su raccomandazione di W. E. B. Du Bois, l'etichetta prese il nome dalla cantante Elizabeth Taylor Greenfield, che era chiamata “il Cigno Nero”. Al momento di creare l'etichetta, Pace dichiarò:
Avevano uffici nell'edificio del Gaiety Theatre a Times Square. Pace realizzò anche uno studio di registrazione nel seminterrato della sua casa di arenaria.
Per la sua casa discografica assunse Henderson come manager di registrazione e Still come arrangiatore. Le sue prime pubblicazioni presentavano interpretazioni di musica classica leggera, blues, spiritual e assoli strumentali. Il primo successo della Black Swan fu la registrazione di "Down Home Blues" e "Oh, Daddy", cantate da Ethel Waters. Sebbene Pace abbia registrato molti artisti di spicco, l'attività fallì e fu costretto a dichiarare bancarotta nel dicembre 1923. Pochi mesi dopo, vendette Black Swan alla Paramount Records.
Nel 1925 fondò la Northeastern Life Insurance Company a Newark, New Jersey, che divenne la più grande azienda di proprietà afroamericana del Nord negli anni '30.
Si trasferì poi a Chicago per frequentare il Chicago-Kent College of Law; conseguì la laurea nel 1933. Come avvocato fu coinvolto nel caso Hansberry v. Lee. Nel 1943 morì misteriosamente e fu sepolto in silenzio, prima ancora che i suoi amici più stretti sapessero della sua morte.
Un articolo di giornale, all'epoca della sua morte, si chiese perché ci fosse così tanta segretezza intorno alla morte di una “figura nazionale”. Per ragioni sconosciute i figli di Harry Pace passarono immediatamente per bianchi e non parlarono più di lui, avvolgendo la sua eredità in un segreto di famiglia. La sua discendenza avrebbe scoperto la propria ascendenza afroamericana solo nel 2007.
Pace morì il 19 luglio 1943 a Chicago.

## Eredità
Pace è comparso nella serie di documentari Profiles of African-American Success. Nel 2021 è stato inserito nella miniserie di Jad Abumrad e Shima Oliaee The Vanishing of Harry Pace su Radiolab. Nella serie vengono intervistati i discendenti di Harry Pace e gli studiosi. Il pronipote di Harry Pace, Eric Pace, e sua moglie Candace Edwards sono presenti nell'episodio 3, nel quale parlano del loro progetto musicale "THE PACES".